# Engenho Bonfim (quilombo)
Engenho Bonfim é uma comunidade quilombola localizada no estado da Paraíba , no município de Areia.

## História
A comunidade em 2021 era composta por 22 famílias, descendentes de duas estirpes de trabalhadores negros, uma delas estabelecida no lugar desde 1913 quando trabalhadores chegaram no Engenho do Bonfim, e um segundo grupo de pessoas que passou a trabalhar no local em 1950.
O Quilombo Engenho do Bonfim foi avaliado e certificado pela Fundação Cultural Palmares em 2005.